# Scotopteryx medioconfluens
Scotopteryx medioconfluens là một loài bướm đêm trong họ Geometridae.